# Alireza Hoseinpur
Alireza Hoseinpur (30 de enero de 2003) es un deportista iraní que compite en taekwondo. Ganó una medalla de plata en los Juegos Asiáticos de 2022, en la categoría de –63 kg.

## Palmarés internacional
| Juegos Asiáticos | Juegos Asiáticos | Juegos Asiáticos | Juegos Asiáticos |
| Año              | Lugar            | Medalla          | Categoría        |
| ---------------- | ---------------- | ---------------- | ---------------- |
| 2022             | Hangzhou (China) | Medalla de plata | –63 kg           |